# ロジック (競走馬)
ロジック（欧字名:Logic、2003年3月17日 - 2024年1月20日）は、日本の競走馬、誘導馬。
2006年のNHKマイルカップ（GI）優勝馬。2001年の皐月賞（GI）優勝馬のアグネスタキオンの初年度産駒である。
馬名の意味は、「論理学」。

## 経歴
2004年のHBAセレクションセール1歳に上場され前田幸治に2950万円（税抜）で落札された。

### 現役時代
2005年10月8日デビュー。3歳春はクラシック戦線には進まずマイル戦主体のローテを組まれ、シンザン記念・アーリントンカップを好走。ニュージーランドトロフィー3着でNHKマイルカップへの優先出走権を獲得。ここまで7戦全て3着以内という安定した実績、鞍上武豊という事もありNHKマイルカップは単勝3番人気と押された。本番ではロスの少ない内埒沿いから末脚を伸ばし、ファイングレインとの叩き合いを制し、重賞初制覇をGI勝利で飾った。続く東京優駿（日本ダービー）では11番人気の低評価ながら中団からレースを進め5着となった。
しかし古馬との対戦となった秋初戦の毎日王冠にて殿負け、以後精彩を欠く内容が続き成績は急落。右前指骨剥離骨折や脚部不安による2度の長期休養を挟み6歳夏まで現役を続けたが中山金杯・大阪城ステークス4着が目立つ程度で、結局NHKマイルカップ以降は3着までに入ることもなく、2009年の小倉日経オープン12着後に右前浅屈腱炎を発症し現役引退となった。

### 引退後
京都競馬場で屈腱炎の治療と平行して誘導馬となるための訓練を受けた後、2010年5月30日に誘導馬としてデビュー。平地GI競走の勝利馬が誘導馬となる初のケースである。なお訓練時に去勢され、せん馬となっている。
2013年秋頃から2017年9月まで三木ホースランドパークで乗馬として供用された後、福島県南相馬市のFUKONO ECURIE（現在の名称はDEEP FIELD）で引退名馬として繋養されていた。引退名馬けい養展示事業の対象ともなっており、相馬野馬追にも参加していた。
2024年1月20日に死亡。繋養されていたDEEP FIELDの代表の深野高広は「ロジックが来てから６年ほど経ったのでしょうか。大人しく人懐っこい、ファンの方がいらした時にも寄り添ってくれるような優しい馬でした。…いつも馬房から顔を覗かせる可愛らしい姿を思い出します。３月17日が誕生日なので今年もお祝いができればと思っていたのですが、残念でなりません。ファンの皆様、関係者の皆様にはこの場をお借りしてお礼申し上げます。ありがとうございました」とコメントした。

## 競走成績
以下の内容は、JBISサーチおよびnetkeiba.comに基づく。
| 競走日     | 競馬場 | 競走名        | 格     | 距離（馬場）  | 頭 数 | 枠 番 | 馬 番 | オッズ （人気） | 着順 | タイム （上り3F） | 着差 | 騎手        | 斤量 [kg] | 1着馬（2着馬）         | 馬体重 [kg] |
| ---------- | ------ | ------------- | ------ | ------------- | ----- | ----- | ----- | --------------- | ---- | ----------------- | ---- | ----------- | --------- | ---------------------- | ----------- |
| 2005.10.08 | 京都   | 2歳新馬       |        | 芝1400m（良） | 8     | 5     | 5     | 002.30（1人）   | 01着 | R1:23.7（34.7）   | -0.2 | 0武豊       | 55        | （ディープパートナー） | 506         |
| 0000.10.29 | 阪神   | 萩S           | OP     | 芝1800m（重） | 8     | 1     | 1     | 004.60（3人）   | 03着 | R1:50.0（34.8）   | -0.9 | 0安藤勝己   | 55        | フサイチリシャール     | 508         |
| 0000.11.20 | 京都   | 2歳500万下    |        | 芝1400m（良） | 8     | 1     | 1     | 002.30（2人）   | 01着 | R1:22.7（34.8）   | -0.2 | 0武豊       | 55        | （ウインレジェンド）   | 502         |
| 0000.12.17 | 阪神   | さざんかS     | OP     | 芝1400m（良） | 9     | 5     | 5     | 003.30（2人）   | 02着 | R1:22.0（35.3）   | -0.0 | 0武豊       | 56        | イースター             | 500         |
| 2006.01.09 | 京都   | シンザン記念  | GIII   | 芝1600m（良） | 9     | 7     | 7     | 003.00（2人）   | 03着 | R1:34.9（35.1）   | -0.5 | 0武豊       | 56        | ゴウゴウキリシマ       | 492         |
| 0000.02.25 | 阪神   | アーリントンC | GIII   | 芝1600m（良） | 15    | 4     | 6     | 009.40（5人）   | 02着 | R1:35.3（35.3）   | -0.6 | 0武豊       | 56        | ステキシンスケクン     | 494         |
| 0000.04.08 | 中山   | NZT           | GII    | 芝1600m（良） | 12    | 6     | 8     | 005.30（2人）   | 03着 | R1:33.7（35.2）   | -0.2 | 0内田博幸   | 56        | マイネルスケルツィ     | 488         |
| 0000.05.07 | 東京   | NHKマイルC    | GI     | 芝1600m（良） | 18    | 3     | 6     | 008.70（3人）   | 01着 | R1:33.2（35.0）   | -0.0 | 0武豊       | 57        | （ファイングレイン）   | 488         |
| 0000.05.28 | 東京   | 東京優駿      | GI     | 芝2400m（稍） | 18    | 2     | 3     | 046.3（11人）   | 05着 | R2:28.5（35.4）   | -0.6 | 0幸英明     | 57        | メイショウサムソン     | 488         |
| 0000.10.08 | 東京   | 毎日王冠      | GII    | 芝1800m（良） | 16    | 4     | 8     | 011.10（5人）   | 16着 | R1:46.6（35.4）   | -1.1 | 0武豊       | 57        | ダイワメジャー         | 502         |
| 0000.11.04 | 京都   | カシオペアS   | OP     | 芝1800m（良） | 13    | 5     | 6     | 004.00（3人）   | 08着 | R1:47.3（33.4）   | -0.5 | 0武豊       | 57        | スーパーホーネット     | 510         |
| 0000.11.19 | 京都   | マイルCS      | GI     | 芝1600m（良） | 18    | 2     | 4     | 036.70（9人）   | 17着 | R1:34.1（35.6）   | -1.4 | 0C.ルメール | 56        | ダイワメジャー         | 506         |
| 2007.01.06 | 中山   | 中山金杯      | GIII   | 芝2000m（重） | 16    | 5     | 10    | 024.4（11人）   | 04着 | R2:04.0（38.9）   | -1.6 | 0内田博幸   | 56        | シャドウゲイト         | 504         |
| 0000.02.17 | 京都   | 京都記念      | GII    | 芝2200m（稍） | 14    | 4     | 6     | 035.40（7人）   | 08着 | R2:17.9（35.9）   | -0.7 | 0C.ルメール | 56        | アドマイヤムーン       | 510         |
| 0000.03.10 | 阪神   | 大阪城S       | OP     | 芝1800m（良） | 12    | 4     | 4     | 010.70（3人）   | 08着 | R1:47.4（34.3）   | -0.2 | 0安藤勝己   | 56        | スーパーホーネット     | 510         |
| 0000.04.01 | 中山   | ダービー卿CT  | GIII   | 芝1600m（良） | 15    | 7     | 12    | 006.40（2人）   | 11着 | R1:34.0（35.7）   | -0.9 | 0内田博幸   | 56        | ピカレスクコート       | 498         |
| 0000.05.05 | 新潟   | 新潟大賞典    | JpnIII | 芝2000m（良） | 16    | 7     | 14    | 021.6（12人）   | 08着 | R1:58.1（34.3）   | -0.4 | 0藤岡佑介   | 56        | ブライトトゥモロー     | 500         |
| 2008.02.09 | 小倉   | 小倉大賞典    | JpnIII | 芝1800m（良） | 16    | 1     | 2     | 073.3（12人）   | 09着 | R1:48.3（35.8）   | -0.6 | 0北村友一   | 56        | アサカディフィート     | 506         |
| 0000.03.15 | 阪神   | 大阪城S       | OP     | 芝1800m（良） | 16    | 1     | 2     | 015.30（8人）   | 04着 | R1:46.6（35.2）   | -0.5 | 0上村洋行   | 56        | オースミグラスワン     | 512         |
| 0000.04.13 | 福島   | 福島民報杯    | OP     | 芝2000m（良） | 16    | 7     | 13    | 010.90（5人）   | 12着 | R2:01.5（37.9）   | -1.3 | 0北村友一   | 56        | フィールドベアー       | 510         |
| 0000.05.11 | 京都   | 都大路S       | OP     | 芝1600m（稍） | 18    | 6     | 12    | 015.80（7人）   | 15着 | R1:36.1（35.8）   | -1.0 | 0上村洋行   | 56        | フサイチアウステル     | 512         |
| 2009.07.12 | 阪神   | プロキオンS   | GIII   | ダ1400m（良） | 16    | 5     | 9     | 103.4（13人）   | 09着 | R1:24.1（37.0）   | -1.4 | 0上村洋行   | 58        | ランザローテ           | 506         |
| 0000.08.23 | 小倉   | 小倉日経OP    | OP     | 芝1800m（良） | 16    | 3     | 5     | 025.7（11人）   | 12着 | R1:46.9（36.0）   | -1.2 | 0上村洋行   | 56        | マストビートゥルー     | 514         |

## 血統表
| ロジックの血統                | ロジックの血統                                       | ロジックの血統            | （血統表の出典）         | （血統表の出典） |
| 父系                          | サンデーサイレンス系                                 | サンデーサイレンス系      | サンデーサイレンス系     | [ § 2 ]          |
| 父 アグネスタキオン 1998 栗毛 | 父の父*サンデーサイレンス Sunday Silence 1986 青鹿毛 | Halo                      | Hail to Reason           | Hail to Reason   |
| 父 アグネスタキオン 1998 栗毛 | 父の父*サンデーサイレンス Sunday Silence 1986 青鹿毛 | Halo                      | Cosmah                   |                  |
| 父 アグネスタキオン 1998 栗毛 | 父の父*サンデーサイレンス Sunday Silence 1986 青鹿毛 | Wishing Well              | Understanding            | Understanding    |
| 父 アグネスタキオン 1998 栗毛 | 父の父*サンデーサイレンス Sunday Silence 1986 青鹿毛 | Wishing Well              | Mountain Flower          |                  |
| 父 アグネスタキオン 1998 栗毛 | 父の母アグネスフローラ 1987 鹿毛                     | *ロイヤルスキー Royal Ski | Raja Baba                | Raja Baba        |
| 父 アグネスタキオン 1998 栗毛 | 父の母アグネスフローラ 1987 鹿毛                     | *ロイヤルスキー Royal Ski | Coz o'Nijinsky           |                  |
| 父 アグネスタキオン 1998 栗毛 | 父の母アグネスフローラ 1987 鹿毛                     | アグネスレディー          | *リマンド                | *リマンド        |
| 父 アグネスタキオン 1998 栗毛 | 父の母アグネスフローラ 1987 鹿毛                     | アグネスレディー          | イコマエイカン           |                  |
| 母 エイプリルドラマ 1989 鹿毛 | 母の父サクラユタカオー 1982 栗毛                     | *テスコボーイ Tesco Boy   | Princely Gift            | Princely Gift    |
| 母 エイプリルドラマ 1989 鹿毛 | 母の父サクラユタカオー 1982 栗毛                     | *テスコボーイ Tesco Boy   | Suncourt                 |                  |
| 母 エイプリルドラマ 1989 鹿毛 | 母の父サクラユタカオー 1982 栗毛                     | アンジェリカ              | *ネヴァービート          | *ネヴァービート  |
| 母 エイプリルドラマ 1989 鹿毛 | 母の父サクラユタカオー 1982 栗毛                     | アンジェリカ              | スターハイネス           |                  |
| 母 エイプリルドラマ 1989 鹿毛 | 母の母ファインドラマ 1974 鹿毛                       | シンザン                  | *ヒンドスタン            | *ヒンドスタン    |
| 母 エイプリルドラマ 1989 鹿毛 | 母の母ファインドラマ 1974 鹿毛                       | シンザン                  | ハヤノボリ               |                  |
| 母 エイプリルドラマ 1989 鹿毛 | 母の母ファインドラマ 1974 鹿毛                       | スイートベリー            | トサミドリ               | トサミドリ       |
| 母 エイプリルドラマ 1989 鹿毛 | 母の母ファインドラマ 1974 鹿毛                       | スイートベリー            | *スイートヘレン          |                  |
| 母系(F-No.)                   | スイートヘレン系(FN:2-e)                             | スイートヘレン系(FN:2-e)  | スイートヘレン系(FN:2-e) | [ § 3 ]          |
| 5代内の近親交配               | なし                                                 | なし                      | なし                     | [ § 4 ]          |
| 出典                          | 1. 2. 3. 4.                                          | 1. 2. 3. 4.               | 1. 2. 3. 4.              | 1. 2. 3. 4.      |

曾祖母の父トサミドリからアグネスタキオンに至るまで4代続けて内国産種牡馬が重ねられており、日本のGI級競走優勝馬ではめずらしい存在である。